# Martin Gunnarsson
Martin Gunnarsson, né le 30 mars 1927 et mort le 23 septembre 1982, est un tireur sportif américain.

## Palmarès

### Jeux olympiques d'été
- Jeux olympiques d'été de 1964 de Tokyo
  -  Médaille de bronze en 300m carabine trois positions[1]